# Kapel van Watereynde

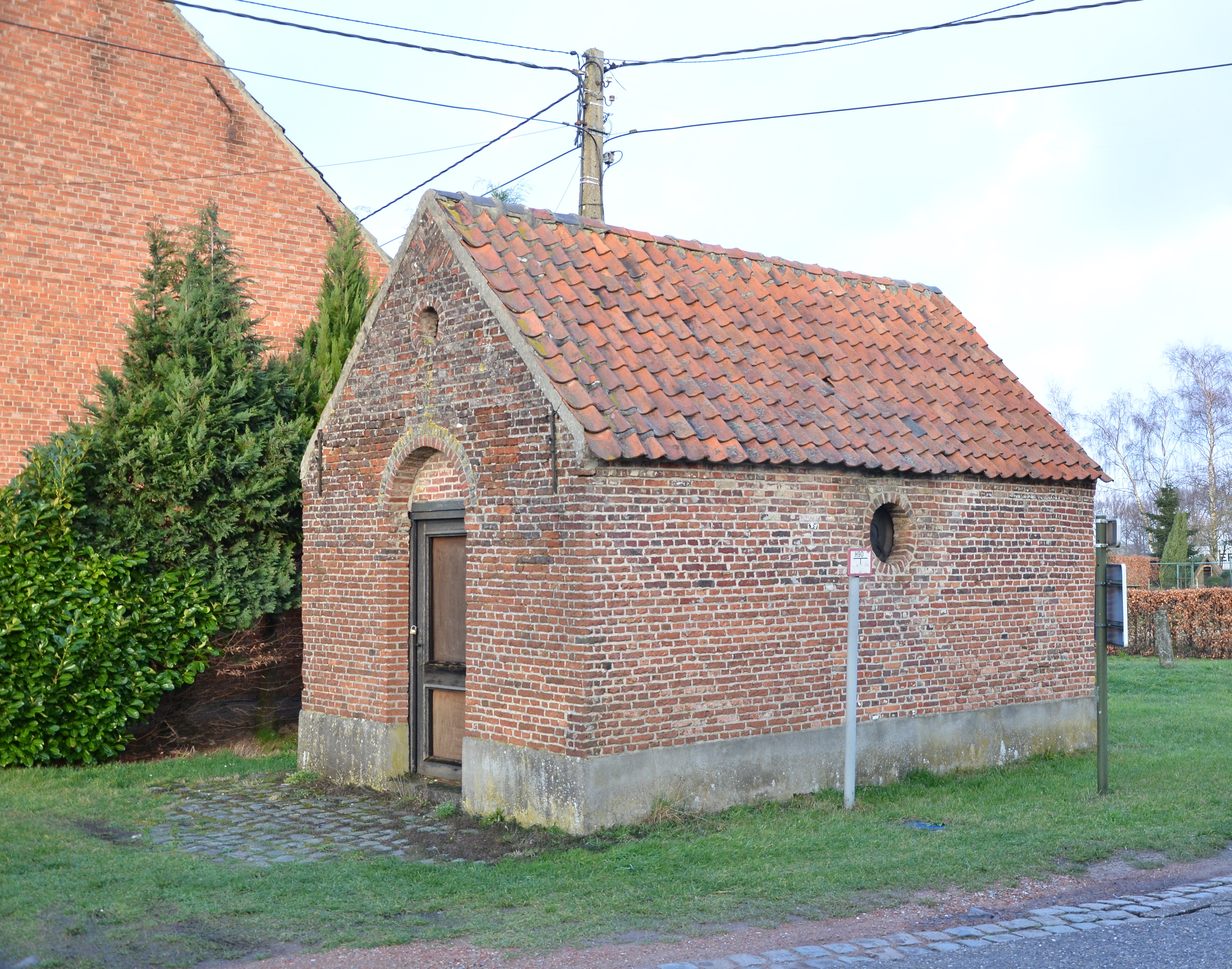
Kapel van Watereynde

De Kapel van Watereynde is een kapel in de tot de Antwerpse gemeente Laakdal behorende plaats Varendonk, gelegen aan de Grote Steenweg.

## Geschiedenis
De kapel zou in het midden van de 17e eeuw zijn gesticht, wellicht om een boomkapelletje te vervangen.
Van 1863-1956 fungeerde de kapel als gemeentehuis van Varendonk en was aldus het kleinste gemeentehuis van België. In 1978 werd de kapel gerestaureerd.

## Gebouw
Het betreft een eenvoudig gebouwtje op zeshoekige plattegrond. De kapel heeft al meer dan anderhalve eeuw geen religieuze functie, maar bevat een vergadertafel met een viertal stoelen.